# بويد هنري بوده
بويد هنري بوده (بالإنجليزية: Boyd Henry Bode)‏ هو فيلسوف أمريكي، ولد في 4 أكتوبر 1873، وتوفي في 29 مارس 1953.

## وصلات خارجية
- بويد هنري بوده على موقع الموسوعة البريطانية (الإنجليزية)